# Hell in a Cell 2017
Hell in a Cell 2017 è stata la nona edizione dell'omonimo evento in pay-per-view prodotto annualmente dalla WWE. L'evento, esclusivo del roster di SmackDown, si è svolto l'8 ottobre 2017 alla Little Caesars Arena di Detroit (Michigan).

## Storyline
A SummerSlam, Jinder Mahal ha sconfitto Shinsuke Nakamura mantenendo il WWE Championship, grazie all'interferenza dei Singh Brothers (Samir Singh e Sunil Singh). Nella puntata di SmackDown del 29 agosto, Nakamura e Randy Orton hanno battuto Mahal e Rusev e, al termine del match, Orton ha colpito Nakamura con una RKO. La settimana successiva, Nakamura ha sconfitto Orton in un match per determinare il primo sfidante al titolo, ottenendo così il diritto di sfidare Mahal a Hell in a Cell.
A SummerSlam, AJ Styles ha difeso con successo lo United States Championship contro Kevin Owens in un match in cui Shane McMahon, Commissioner di SmackDown, era l'arbitro speciale.. Nella puntata di SmackDown del 22 agosto Owens ha affrontato AJ Styles in un Last Chance match per lo United States Championship arbitrato prima da Baron Corbin e in seguito da Shane McMahon, ma è stato sconfitto e, come da stipulazione, non potrà richiedere altri match titolati contro Styles. Nella successiva puntata di SmackDown Owens ha pubblicamente attaccato Shane McMahon, reo di avergli impedito di conquistare lo United States Championship; nella puntata di SmackDown del 5 settembre Owens è stato attaccato da Shane dopo un confronto verbale, causando la sospensione di McMahon come Commissioner (kayfabe). Nella puntata di SmackDown del 12 settembre Owens ha avuto un confronto con il chairman della WWE, nonché padre di Shane, Vince McMahon, attaccando anche lui, ottenendo tuttavia un Falls Count Anywhere Hell in a Cell match contro Shane nell'omonimo pay-per-view.
A SummerSlam, nel Kick-off, gli Usos (Jimmy Uso e Jey Uso) hanno sconfitto Big E e Xavier Woods del New Day, conquistando così lo SmackDown Tag Team Championship per la seconda volta. Due settimane dopo, a SmackDown, gli Usos hanno sconfitto Big E e Kofi Kingston del New Day in un match non titolato, scegliendo la stipulazione del loro successivo incontro. Nella puntata di Sin City SmackDown Live del 12 settembre Big E e Kingston hanno sconfitto gli Usos in un Sin City Street Fight match, conquistando così lo SmackDown Tag Team Championship per la seconda volta. La settimana dopo, gli Usos hanno chiesto e ottenuto il loro rematch titolato per Hell in a Cell. Nella puntata di SmackDown del 26 settembre il New Day ha modificato la stipulazione dell'incontro, trasformandolo in un Hell in a Cell match; questa sarà la prima volta che un titolo di coppia verrà difeso in tale stipulazione.
Nella puntata di SmackDown del 19 settembre Charlotte Flair ha sconfitto Becky Lynch, Naomi e Tamina in un Fatal 4-Way match, diventando la contendente n°1 al SmackDown Women's Championship di Natalya. Un match tra le due è stato dunque sancito per Hell in a Cell con in palio il titolo.
A SummerSlam, Randy Orton ha sconfitto Rusev in dieci secondi grazie alla RKO. In seguito, nella puntata di SmackDown del 19 settembre Rusev ha sconfitto Orton in pochi secondi grazie anche all'intervento di Aiden English, vendicandosi dunque per SummerSlam. Dopo che Orton ha rovinato la celebrazione di Rusev nella puntata di SmackDown del 26 settembre, un match tra i due è stato sancito per Hell in a Cell.
Nella puntata di SmackDown del 29 agosto AJ Styles ha difeso con successo lo United States Championship contro Tye Dillinger in una Open Challenge, sebbene ci sia stata un'interferenza da parte di Baron Corbin. Nella puntata di Sin City SmackDown Live del 12 settembre Styles ha difeso con successo il titolo contro Tye Dillinger per la seconda volta, nonostante la seconda interferenza di Corbin. Nella puntata di SmackDown del 19 settembre il match valevole per il titolo degli Stati Uniti tra Corbin e Styles non è nemmeno cominciato a causa dell'interferenza di Dillinger, il quale ha brutalmente attaccato Corbin. Nella successiva puntata di SmackDown del 26 settembre Corbin, dopo aver sconfitto per count-out Dillinger, ha annunciato a Styles che loro due si affronteranno a Hell in a Cell con in palio lo United States Championship. Poco prima dell'incontro, tuttavia, esso è stato trasformato in un Triple Threat match con l'inserimento di Tye Dillinger.
Nella puntata di SmackDown del 26 settembre Dolph Ziggler si è presentato vestito da The Undertaker (dato che nelle settimane precedenti aveva imitato le entrate di altri wrestler famosi come John Cena, Triple H, Shawn Michaels e altri) e, alla fine, è stato raggiunto da Bobby Roode, il quale ha sfidato Ziggler per un match a Hell in a Cell.
Il 3 ottobre è stato annunciato che Chad Gable e Shelton Benjamin avrebbero affrontato gli Hype Bros (Mojo Rawley e Zack Ryder) nel Kick-off di Hell in a Cell, dopo che due settimane prima a SmackDown i due team avevano avuto un breve confronto nel backstage. Si tratta del primo match di Benjamin in un pay-per-view della WWE dopo sette anni.

## Risultati
| #       | Incontri                                                               | Stipulazioni                                                             | Durata |
| ------- | ---------------------------------------------------------------------- | ------------------------------------------------------------------------ | ------ |
| Kickoff | Chad Gable e Shelton Benjamin hanno sconfitto gli Hype Bros            | Tag team match                                                           | 10:20  |
| 1       | Gli Usos hanno sconfitto il New Day (c)                                | Tag team hell in a cell match per il WWE SmackDown Tag Team Championship | 22:00  |
| 2       | Randy Orton ha sconfitto Rusev                                         | Single match                                                             | 11:40  |
| 3       | Baron Corbin ha sconfitto AJ Styles (c) e Tye Dillinger                | Triple threat match per il WWE United States Championship                | 19:20  |
| 4       | Charlotte Flair ha sconfitto Natalya (c) per squalifica                | Single match per il WWE SmackDown Women's Championship                   | 12:15  |
| 5       | Jinder Mahal (c) (con i Singh Brothers) ha sconfitto Shinsuke Nakamura | Single match per il WWE Championship                                     | 12:10  |
| 6       | Bobby Roode ha sconfitto Dolph Ziggler                                 | Single match                                                             | 11:35  |
| 7       | Kevin Owens ha sconfitto Shane McMahon                                 | Falls count anywhere hell in a cell match                                | 39:00  |